# Ручеллаи, Бернардо

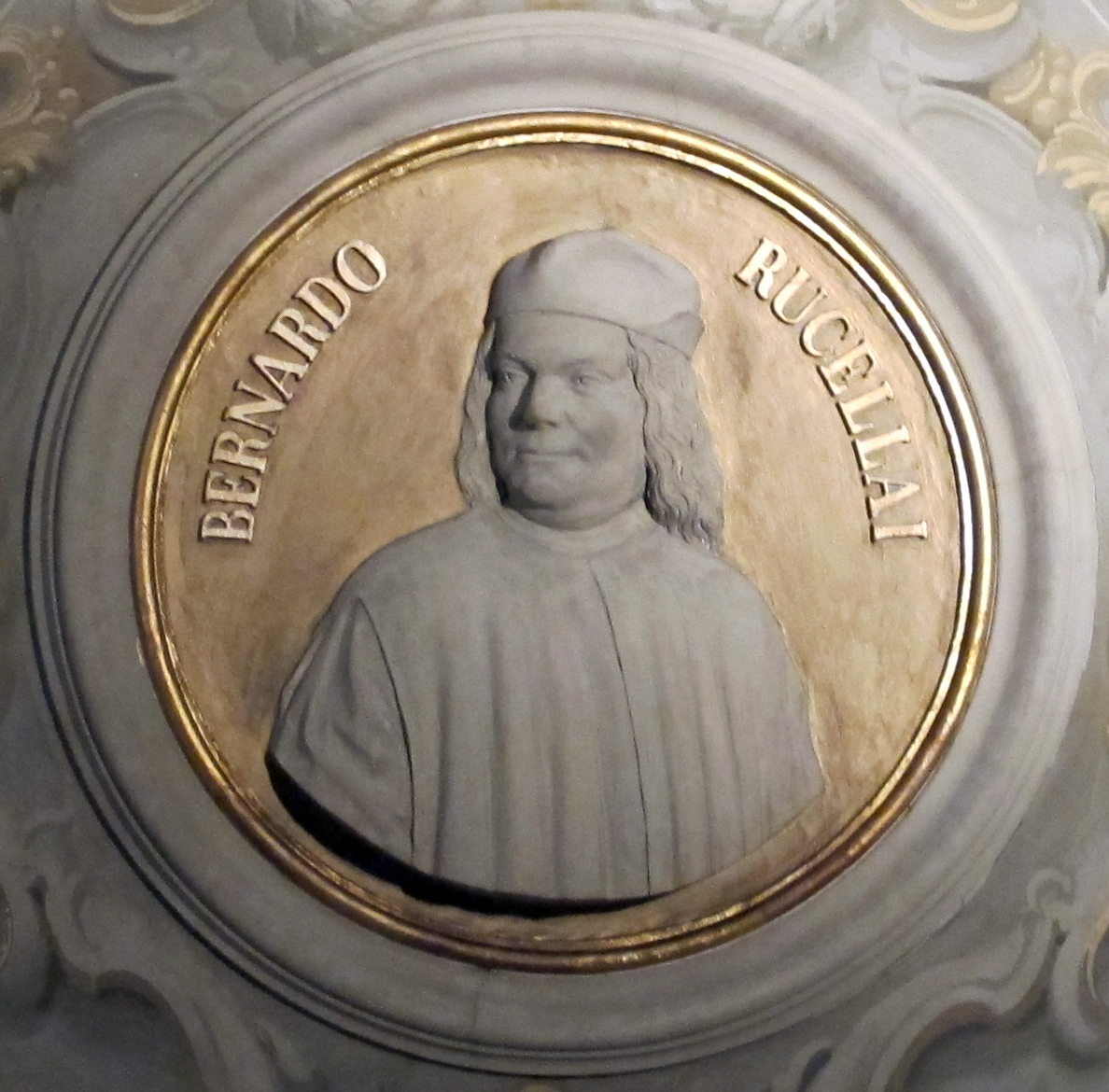
Bernardo Rucellai

Бернардо Ручеллаи (итал. Bernardo Rucellai; 11 августа 1449, Флоренция — 7 октября 1514, там же) — итальянский учёный, зять Лоренцо Медичи, отец Джованни Ручеллаи.

## Биография
Был одним из выдающихся членов Платоновской академии во Флоренции и основательным знатоком классических древностей; издал научно обоснованную топографию Древнего Рима («De urbe Roma», 1502-1504). Состоял послом Флорентийской республики при неаполитанском короле Фердинанде и французском короле Карле VIII.
Знаменитые сады Ручеллаи во Флоренции были богато украшены произведениями искусства, с 1494 года в них помещалась Платоновская академия; в 1522 году там готовился заговор против кардинала Джулио Медичи, что привело к закрытию академии.